# Dendryphantes
Dendryphantes C. L. Koch, 1837 è un genere di ragni appartenente alla famiglia Salticidae.

## Distribuzione
Le 58 specie note di questo genere sono diffuse in:
- Africa : Algeria, Etiopia, isola di Sant'Elena, isole Capo Verde, Namibia, Sudafrica e Zimbabwe.
- Americhe : Argentina, Bolivia, Brasile, Cile, Indie Occidentali, Messico, Perù, Uruguay, USA e Venezuela
- Asia : Afghanistan, Cina, Karakorum, Kazakistan, Kirghizistan, Mongolia, Russia, Siria e Yemen
- Europa : Italia, Lituania e Polonia.

Il Perù è la singola nazione che ne vanta il maggior numero di specie endemiche, ben 6. D. lanipes è endemica dell'Italia, che vanta anche la presenza documentata di D. hastatus e di D. rudis, per un totale di tre specie presenti
Le specie che hanno un areale più vasto sono D. hastatus e D. rudis diffuse nella regione paleartica, e D. hewitti, rinvenuta in varie nazioni dell'Africa orientale..

## Tassonomia
Questo genere non è un sinonimo anteriore di Eris C. L. Koch, 1846, di Phidippus C. L. Koch, 1846, di Parnaenus Peckham & Peckham, 1896 e di Metaphidippus F. O. P.-Cambridge, 1901 a seguito di studi degli aracnologi Prószynski del 1971; Kaston del 1973 e Brignoli del 1983
A maggio 2010, si compone di 58 specie:
1. Dendryphantes aethiopicus Wesolowska & Tomasiewicz, 2008 — Etiopia
2. Dendryphantes amphibolus Chamberlin, 1916 — Perù
3. Dendryphantes andinus Chamberlin, 1916 — Perù
4. Dendryphantes arboretus Wesolowska & Cumming, 2008 — Zimbabwe
5. Dendryphantes barguzinensis Danilov, 1997 — Russia
6. Dendryphantes barrosmachadoi Caporiacco, 1955 — Venezuela
7. Dendryphantes biankii Prószynski, 1979 — Russia, Mongolia, Cina
8. Dendryphantes bisquinquepunctatus Taczanowski, 1878 — Perù
9. Dendryphantes calus Chamberlin, 1916 — Perù
10. Dendryphantes caporiaccoi Roewer, 1951 — Karakorum
11. Dendryphantes centromaculatus Taczanowski, 1878 — Perù
12. Dendryphantes chuldensis Prószynski, 1982 — Mongolia
13. Dendryphantes comatus Karsch, 1880 — Siria
14. Dendryphantes czekanowskii Prószynski, 1979 — Russia
15. Dendryphantes darchan Logunov, 1993 — Mongolia
16. Dendryphantes duodecempunctatus Mello-Leitão, 1943 — Argentina
17. Dendryphantes fulvipes (Mello-Leitão, 1943) — Cile
18. Dendryphantes fulviventris (Lucas, 1846) — Algeria
19. Dendryphantes fusconotatus (Grube, 1861) — Russia, Mongolia, Cina
20. Dendryphantes hararensis Wesolowska & Cumming, 2008 — Zimbabwe
21. Dendryphantes hastatus (Clerck, 1757)[3] — Regione paleartica (presente in Italia)
22. Dendryphantes hewitti Lessert, 1925 — Africa orientale
23. Dendryphantes honestus (C. L. Koch, 1846) — Brasile
24. Dendryphantes lanipes C. L. Koch, 1846 — Italia
25. Dendryphantes legibilis (Nicolet, 1840) — Cile
26. Dendryphantes lepidus (Peckham & Peckham, 1901) — Brasile
27. Dendryphantes linzhiensis Hu, 2001 — Cina
28. Dendryphantes madrynensis Mello-Leitão, 1940 — Argentina
29. Dendryphantes mendicus (C. L. Koch, 1846) — Indie Occidentali
30. Dendryphantes modestus (Mello-Leitão, 1941) — Argentina
31. Dendryphantes mordax (C. L. Koch, 1846) — Cile, Argentina, Uruguay
32. Dendryphantes nicator Wesolowska & van Harten, 1994 — Yemen
33. Dendryphantes nigromaculatus (Keyserling, 1885) — USA
34. Dendryphantes niveornatus Mello-Leitão, 1936 — Cile
35. Dendryphantes nobilis (C. L. Koch, 1846) — America settentrionale
36. Dendryphantes ovchinnikovi Logunov & Marusik, 1994 — Kazakistan, Kirghizistan
37. Dendryphantes patagonicus Simon, 1905 — Argentina
38. Dendryphantes potanini Logunov, 1993 — Cina
39. Dendryphantes praeposterus Denis, 1958 — Afghanistan
40. Dendryphantes pseudochuldensis Peng, Xie & Kim, 1994 — Cina
41. Dendryphantes pugnax (C. L. Koch, 1846) — Messico
42. Dendryphantes purcelli Peckham & Peckham, 1903 — Isola di Sant' Elena, Sudafrica
43. Dendryphantes quaesitus Wesolowska & van Harten, 1994 — Yemen
44. Dendryphantes rafalskii Wesolowska, 2000 — Zimbabwe
45. Dendryphantes ravidus (Simon, 1868) — Polonia, Lituania, Russia
46. Dendryphantes reimoseri Roewer, 1951 — Brasile
47. Dendryphantes rudis (Sundevall, 1833) — Regione paleartica (presente in Italia)
48. Dendryphantes sacci Simon, 1886 — Bolivia
49. Dendryphantes schultzei Simon, 1910 — Namibia
50. Dendryphantes secretus Wesolowska, 1995 — Kazakistan
51. Dendryphantes sedulus (Blackwall, 1865) — Isole Capo Verde
52. Dendryphantes seriatus Taczanowski, 1878 — Perù
53. Dendryphantes sexguttatus (Mello-Leitão, 1945) — Argentina
54. Dendryphantes villarrica Richardson, 2010 - Cile
55. Dendryphantes strenuus (C. L. Koch, 1846) — Messico
56. Dendryphantes tuvinensis Logunov, 1991 — Russia, Kazakistan, Mongolia
57. Dendryphantes yadongensis Hu, 2001 — Cina
58. Dendryphantes zygoballoides Chamberlin, 1924 — Messico

### Nomina dubia
- Dendryphantes auratus C. L. Koch, 1837; rinvenuta in Germania, a seguito di uno studio dell'aracnologo Roewer del 1955, è ritenuta nomen dubium[2].
- Dendryphantes bimaculatus C. L. Koch, 1846; rinvenuta in Italia, a seguito di uno studio dell'aracnologo Roewer del 1955, è ritenuta nomen dubium[2].
- Dendryphantes coccineocinctus Caporiacco, 1954; gli esemplari femminili, rinvenuti in Guiana francese, a seguito di uno studio degli aracnologi Ruiz e Brescovit del 2008, sono ritenuti nomina dubia[2].
- Dendryphantes gertschi Caporiacco, 1947 — gli esemplari, rinvenuti in Guyana, a seguito di uno studio degli aracnologi Ruiz e Brescovit del 2008, sono ritenuti nomina dubia[2].
- Dendryphantes petilus Blackwall, 1870; rinvenuta in Sicilia, originariamente descritta nel genere Salticus e trasferita qui dall'aracnologo Reimoser nel 1919, a seguito di uno studio dell'aracnologo Simon del 1937, è ritenuta nomen dubium[2].
- Dendryphantes procus Karsch, 1879; rinvenuta in Giappone, originariamente descritta nel genere Phidippus, a seguito di vari studi (Prószynski, 1973b; Logunov & Marusik, 2001e; Edwards, 2004) è ritenuta nomen dubium[2].
- Dendryphantes rarus Hentz, 1846; rinvenuta negli USA, originariamente descritta nel vecchio genere Attus e qui trasferita dall'aracnologo Banks nel 1907, a seguito di uno studio dell'aracnologo Roewer del 1955, è ritenuta nomen dubium[2].
- Dendryphantes riparius Lebert, 1877; rinvenuta in Svizzera, a seguito di uno studio dell'aracnologo Roewer del 1955, è ritenuta nomen dubium[2].
- Dendryphantes spinosissimus Caporiacco, 1954 — gli esemplari femminili, rinvenuti in Guiana francese, a seguito di uno studio degli aracnologi Ruiz e Brescovit del 2008, sono ritenuti nomina dubia[2].